# Palaeorhiza simulans
Palaeorhiza simulans är en biart som beskrevs av Hirashima 1980. Palaeorhiza simulans ingår i släktet Palaeorhiza och familjen korttungebin. Inga underarter finns listade i Catalogue of Life.